# 大阪府服部緑地ユースホステル
大阪府服部緑地ユースホステル（おおさかふはっとりりょくちユースホステル）は日本ユースホステル協会に加盟していた大阪府のユースホステル。2010年（平成22年）8月に閉館した。

## 営業時の様子
- 敷地面積：2,338.76m2[1]
- 延床面積：1,235.36m2[1]
  - 建築面積：791.69m2[1]
- 建設年月：1959年（昭和34年）8月[3]
- 構造：鉄筋コンクリート構造地上3階地下1階建て[3]
- 個人や小グループ、団体の利用に適している
- 余裕があればグループで一室利用可
- 駐車場、会議室、洗濯機、乾燥機、身体障害者向け設備、荷物預かりあり
- 英語による予約可
- 周辺にスポーツ施設あり

## 施設の廃止
大阪府は施設の老朽化、利用者減、近隣に同種の施設が開設されたことを背景に閉館を決定、2011年（平成23年）8月31日に正式に廃止した。廃止後も大阪府公園協会に委託する形で建物は維持されていたが、防犯・安全上の理由で2013年（平成25年）度に撤去工事の予算が組まれた。